# 戴燿
戴燿（1542年—1628年），字德輝，號鳳岐，福建漳州府長泰縣人，明朝政治人物。隆慶戊辰進士。萬曆年間官至兩廣總督。

## 生平
隆慶元年（1567年）福建鄉試第六十二名舉人。隆慶二年（1568年），聯捷戊辰科進士。初任江西新建縣知縣。調補戶部主事，升戶部員外郎。萬曆八年（1580年），外官四川按察司副使。改江西參政。升江西按察使、雲南布政使，父喪去職。萬曆二十年（1592年），服闕，補陝西布政使。萬曆二十二年（1594年），以都察院右副都御史巡撫廣西。萬曆二十六年（1598年）四月，以兵部右侍郎兼右僉都御史。同年八月，以原官改總督兩廣巡撫廣東，在任十三年。萬曆二十九年（1601年），升右都御史。因事免職。崇禎元年（1628年）八月二十四日卒於家。

## 事跡
總督戴耀任兩廣總督期間，放鬆對葡萄牙佔據的澳門的管制，默許葡萄牙人在澳門大規模建設。

## 家族
曾祖父戴昭道；祖父戴子蒙；父戴朝錦，母林氏；繼母林氏。重庆下。